# RDNA (微架構)
RDNA（Radeon DNA）是AMD开发的GPU微架構和配套指令集的代号。第一个采用RDNA的GPU产品系列是AMD於2019年7月7日推出的Radeon RX 5000系列GPU。  RDNA 2是RDNA 1微架构的后续产品，于2020年10月28日发布。RDNA 3架构的AMD Radeon RX 7000系列显卡于2022年12月上市。RDNA 4架构的AMD Radeon RX 9000系列显卡于2025年3月上市。